# 雞知川
雞知川（けちがわ）は、長崎県対馬市を流れる二級河川雞知川水系本流の河川である。流域は壱岐対馬国定公園の区域に指定されている。

## 概要
雞知ダムに注ぐ各渓谷を集め、標高141.7mの中山に沿い流れ雞知浦（日本海）に流入する。河川整備により河川内に降りることができ、水遊びや散策、ランニングができる。

## 歴史
雞知浦付近には国指定史跡の根曽古墳群がある。
1928年（昭和3年）9月18日、満潮時の豪雨で川の水が溢れ、雞知町内で水深が胸を浸すほどになった。当時置かれていた陸軍の鶏知重砲兵大隊の営所も浸水し、砲兵部倉庫に保管されていた兵器類の損失も多かった。

## 雉鳴水源の森
雞知ダム上流山域に広がる森林で、雉鳴水源の森として水源の森百選に指定されている。
| 山岳   | 面積(ha) | 標高(m) | 人工林(%) | 天然林(%) | 主な樹種     | 制限林           | 種類                 | 流量(m3/日) |
| ------ | -------- | ------- | --------- | --------- | ------------ | ---------------- | -------------------- | ----------- |
| 紅葉山 | 140      | 50～290 | 100       | 0         | ヒノキ・スギ | 水源かん養保安林 | ダム貯水（雞知ダム） | 600         |

全てが針葉樹林の植林帯であり、1909年（明治42年）国有林から払い下げを受け、途中伐採等もあったが現在は50年以上も続く美林と成長した。雞知ダムの水源林の役割を担っている。
- 所在地：長崎県対馬市美津島町雞知字山口カケヒナタ[6]（データは指定年1995年（平成7年）7月）